# Liste der Kulturdenkmäler in Wiesemscheid
In der Liste der Kulturdenkmäler in Wiesemscheid sind alle Kulturdenkmäler der rheinland-pfälzischen Ortsgemeinde Wiesemscheid aufgeführt. Grundlage ist die Denkmalliste des Landes Rheinland-Pfalz (Stand: 12. Juni 2023).

## Einzeldenkmäler
| Bezeichnung                     | Lage                                     | Baujahr         | Beschreibung                               | Bild                           |
| ------------------------------- | ---------------------------------------- | --------------- | ------------------------------------------ | ------------------------------ |
| Katholische St. Barbara-Kapelle | Hauptstraße Lage                         | 17. Jahrhundert | Saalbau, eventuell aus dem 17. Jahrhundert | weitere Bilder Fotos hochladen |
| Kriegerdenkmal                  | Hauptstraße, bei der Kapelle Lage        |                 | Kriegerdenkmal, Engel und Soldat           | weitere Bilder Fotos hochladen |
| Wegekreuz                       | nordwestlich des Ortes an der B 258 Lage |                 | Wegekreuz, bezeichnet 1788                 | BW                             |